# 里斯本鎮區 (明尼蘇達州耶洛梅德辛縣)
里斯本鎮區（英語：Lisbon Township）是位於美國明尼蘇達州耶洛梅德辛縣的一個行政鎮區，於1873年設立。

## 地方資料
里斯本鎮區的面積為92.63平方千米，當中陸地面積為92.56平方千米，而水域面積為0.06平方千米。根據2020年美國人口普查的數據，當地共有人口181人，而人口密度為每平方千米1.95人。